# Lo strano caso di John Kingman
Lo strano caso di John Kingman (The Best of Murray Leinster) è un'antologia di racconti di fantascienza dello scrittore Murray Leinster.
Venne pubblicato in italiano per la prima volta nel 1978. L'anno successivo uno dei racconti qui inclusi, Primo contatto, fu adattato per la televisione italiana all'interno della miniserie Racconti di fantascienza.

## Racconti
- Bivi nel tempo (Sidewise in Time, 1934), traduzione di Riccardo Valla
- Proxima Centauri (Proxima Centauri, 1935), traduzione di Luigi Cozzi
- Il dimostratore della Quarta Dimensione (The Fourth-Dimensional Demonstrator, 1935), traduzione di Luigi Cozzi
- Primo contatto (First Contact, 1945), traduzione di Antonella Pieretti
- Le Equazioni Etiche (The Ethical Equations, 1945), traduzione di Antonella Pieretti
- Astrovia per Plutone (Pipeline to Pluto, 1945), traduzione di Daniela Rossi
- L'entità (The Power, 1945), traduzione di Gabriele Tamburini
- Un logico di nome Joe (A Logic Named Joe, 1946), traduzione di Franco Ferrario
- Simbiosi (Symbiosis, 1947), traduzione di Daniela Rossi
- Lo strano caso del John Kingman (The Strange Case of John Kingman, 1948), traduzione di Giorgio Monicelli
- Il pianeta solitario (The Lonely Planet, 1949), traduzione di Giampaolo Cossato e Sandro Sandrelli
- Il buco della serratura (Keyhole, 1951), traduzione di Mario Galli
- Il punto critico (Critical Differece, 1956), traduzione di Daniela Rossi

## Edizioni
- Murray Leinster, The Best of Murray Leinster, Random House, 1978.
- Murray Leinster, The Best of Murray Leinster, Del Rey, 1978.
- Murray Leinster, Lo strano caso di John Kingman, copertina di Oscar Chichoni, Classici Urania n.162, Arnoldo Mondadori Editore, 1990,  pag.378.